# Havarti
Havarti (zwany też duńskim tylżyckim – duń. Tilsiter) – rodzaj sera z krowiego mleka, produkowany w Danii. Nazwa pochodzi od farmy Havarthigaard, na której zaczęła wytwarzać go Hanne Nielsen w 1852.
Ma dość pikantny smak, maślany zapach oraz nieregularne kształty oczek. W zależności od typu sera, Havarti ma barwę od kremowej po żółtą. W odmianie śmietankowej dodaje się w procesie produkcyjnym śmietanę, żeby uzyskać bardziej łagodną wersję smakową. W młodej fazie ma łagodny smak, delikatnie kwaskowy i aromatyczny. Cechuje go wówczas maślany zapach. W miarę dojrzewania staje się bardziej ostry i wyrazisty, zyskuje na pikantności oraz jest bardziej słony, przypominający w smaku orzech laskowy. Miąższ jest od kremowego do jasnożółtego, elastyczny, z dużą ilością małych i nieregularnych, małych dziur (do rozmiaru ziarna ryżu). Pozostawiony w temperaturze pokojowej w szybkim tempie mięknie. Spożywany jest z przekąskami i kanapkami, krakersami, chlebem oraz owocami.
21 października 2019 ser umieszczono w rejestrze chronionych nazw pochodzenia i chronionych oznaczeń geograficznych.